# 北村小学校

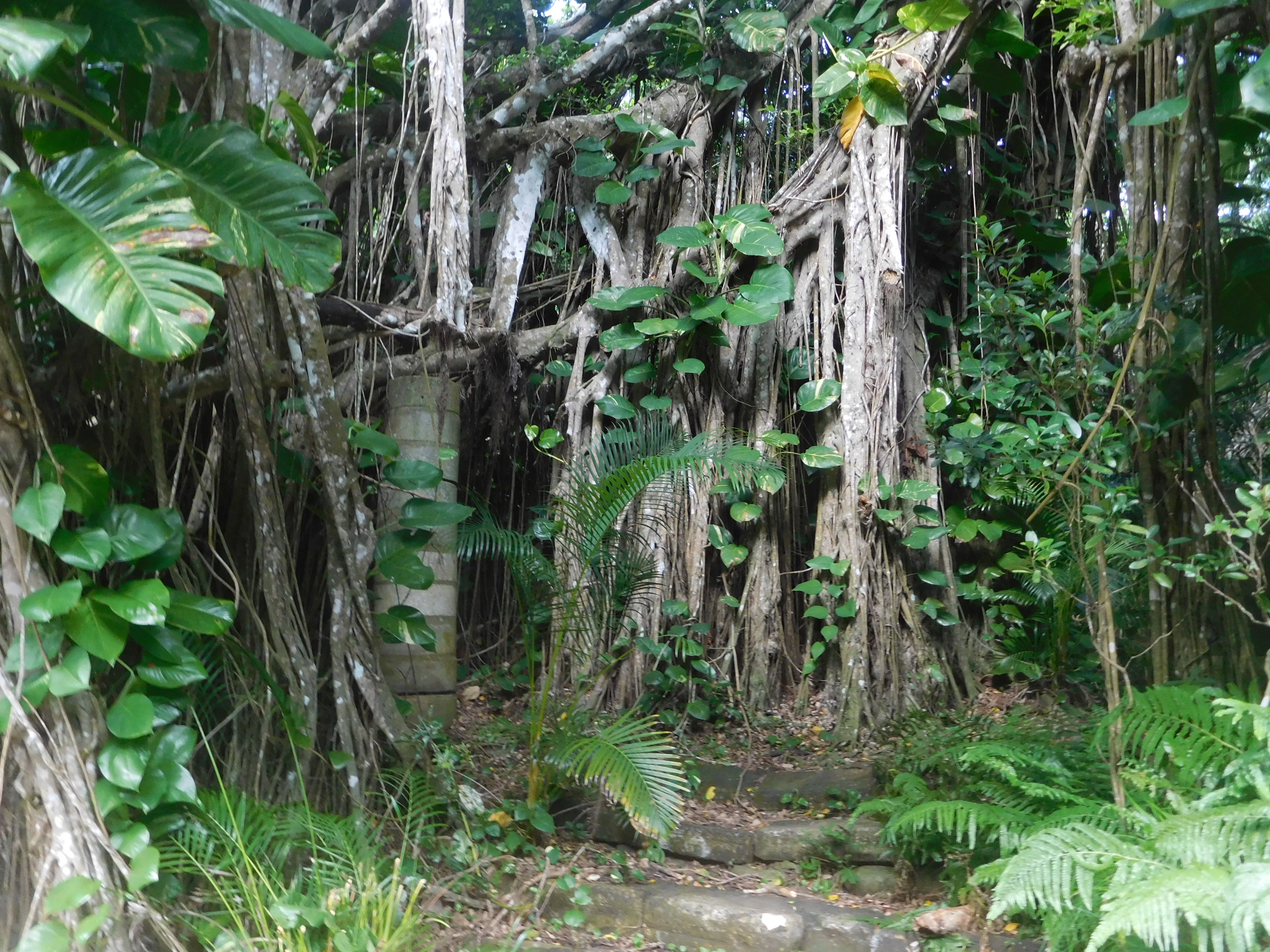
北村小学校跡地（2016年）

北村小学校（きたむらしょうがっこう）、後の北村尋常高等小学校（きたむらじんじょうこうとうしょうがっこう）は、かつて東京府小笠原支庁管内（母島）の北村に存在した旧制小学校である。
1887年（明治20年）12月開校、1944年（昭和19年）閉校。現在はその跡地が旧跡として知られている。

## 概要
本節では、北村小学校を含めた小笠原諸島における教育の沿革について述べる。

### 小学校の設立
小笠原諸島における教育は、1877年（明治10年）3月、父島の扇浦集落に設置された仮校を淵源とする。仮校では6歳から19歳までの男女13人を受け入れており、当時の扇浦集落の住民の大多数は英語やカナカ族の諸語の話者であったことから、日本語と英語の両方を用いて教育を行っていた。
また、当時の島民は日本人・外国人のいずれも教育水準が低かったため、親が子を教育する術を知らなかったばかりか、子のために教育費を支出する義務があることも理解されていなかった。そのため、仮校では、書籍、筆記用具等の物品はすべて官費で支給された。また、丙年（4年生）以上で日中の間業務に従事しており通学ができない生徒のために、夜学が開設されていた。
仮校は1884年（明治17年）、役場の移転に伴って扇浦集落から大村集落へ移り、大村小学校と称した。1886年（明治19年）には母島の沖村集落に沖村小学校（現在の母島小中学校の前身）、翌1887年（明治20年）には北村集落に小学校が開設された。当初は扇浦小学校と同様に官費による学用品の支給が行われていたが、明治21年8月より若干額の補助金と引き換えに学用品の支給を停止することが定められた。
| 学校名     | 所在地          | 開校年月     | 教員月給額 （円） | 年間 授業日数 | 平均 出席人数 | 教員数 男 | 教員数 女 | 助教数 男 | 助教数 女 | 生徒数 男 | 生徒数 女 |
| ---------- | --------------- | ------------ | ----------------- | ------------- | ------------- | --------- | --------- | --------- | --------- | --------- | --------- |
| 大村小学校 | 父島 大村22番地 | 明治18年6月  | 9.0               | 280           | 25            | 2         | 2         | 0         | 0         | 22        | 15        |
| 扇浦小学校 | 父島 扇浦       | 明治11年4月  | 8.0               | 280           | 23            | 2         | 1         | 0         | 0         | 15        | 12        |
| 沖村小学校 | 母島 沖村       | 明治19年10月 | 9.0               | 280           | 27            | 1         | 1         | 1         | 0         | 16        | 13        |
| 北村小学校 | 母島 北村       | 明治20年12月 | 3.0               | 未定          | 未定          | 1         | 0         | 0         | 0         | 7         | 4         |

### 各種中等教育機関の設置
1899年（明治32年）6月、沖村小学校・扇浦小学校に、小笠原諸島では初めてとなる高等科が設置された。1913年（大正2年）3月には、移住者の増加を受け、北村小学校が校舎新築と同時に高等科を併置した。1930年（昭和5年）時点では、大村、扇浦（以上父島）、沖村、北村（以上母島）、大正（硫黄島）の各小学校はいずれも高等科を併置していた。石野小学校（北硫黄島）は尋常科のみが設置されていたが、各島において、「初等教育の形式は著しき進歩を示しつつあ」った。
1930年（昭和5年）3月1日時点の小笠原諸島において、学齢児童1,160人のうち不就学者は4人であり、就学率は99.60 % であった。学級数は32（尋常科26、高等科6）、教員数は30名であった。
| 学校名                        | 所在地    | 開校年月               | 高等科の設置年月      | 備考                                       |
| ----------------------------- | --------- | ---------------------- | --------------------- | ------------------------------------------ |
| 大村尋常高等小学校            | 父島 大村 | 明治18年6月            | 明治33年3月           | 水産補習学校、専修女学校、青年訓練所を併置 |
| 大村尋常高等小学校 弟島分教場 | 弟島      | 明治30年5月            | ー                    |                                            |
| 扇浦尋常高等小学校            | 父島 扇村 | 明治11年4月            | 明治32年6月           | 青年訓練所、農業補習学校を併置             |
| 沖村尋常高等小学校            | 母島 沖村 | 明治19年10月           | 明治32年6月           | 青年訓練所を併置                           |
| 北村尋常高等小学校            | 母島 北村 | 明治20年12月           | 大正2年3月            | 青年訓練所を併置                           |
| 石野尋常小学校                | 北硫黄島  | 明治37年7月            | ー                    | 「石野」は設立者の苗字に由来する           |
| 大正尋常高等小学校            | 硫黄島    | 明治38年6月 大正2年6月 | 大正7年4月 大正7年7月 | 農業補習学校、青年訓練所を併置             |

### 閉校から現在まで
1944年、強制疎開により小笠原諸島の小学校は閉校となった。1968年の小笠原諸島本土復帰後、大村尋常高等小学校が米軍占領下のラドフォード提督初等学校を経て小笠原小学校と小笠原中学校、沖村尋常高等小学校が母島小中学校に引き継がれたほかは、再び開校されることはなかった。返還時、既に北村小学校跡は「昼でも暗いほどにガジュマルにおおわれていた」 。
現在の北村小学校跡に建造物はなく、石段、製糖圧搾機の石ローラーを積み重ねた門柱、道路脇の石垣といった遺構のみが残っている。